# پشم سنگ

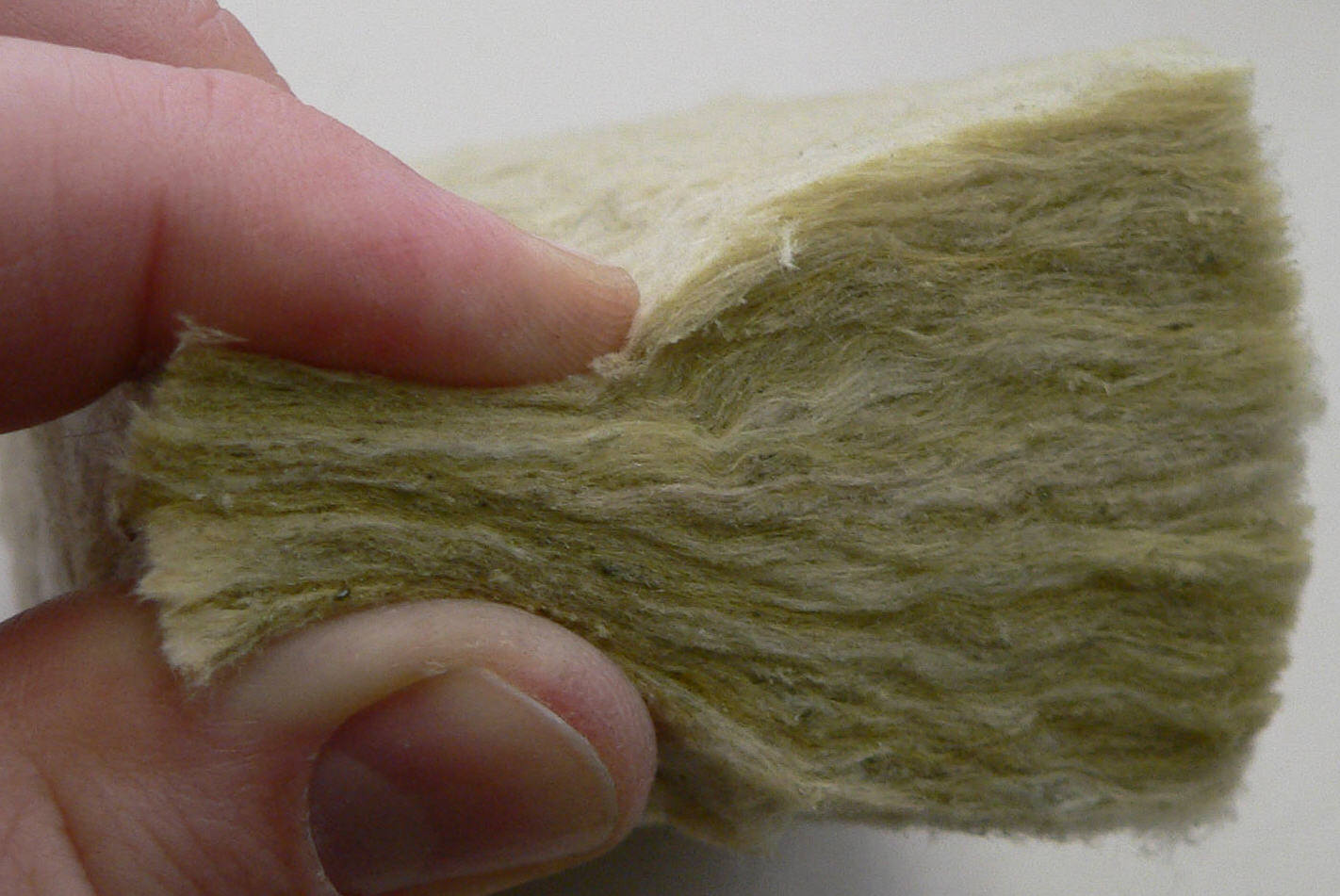
پشم سنگ

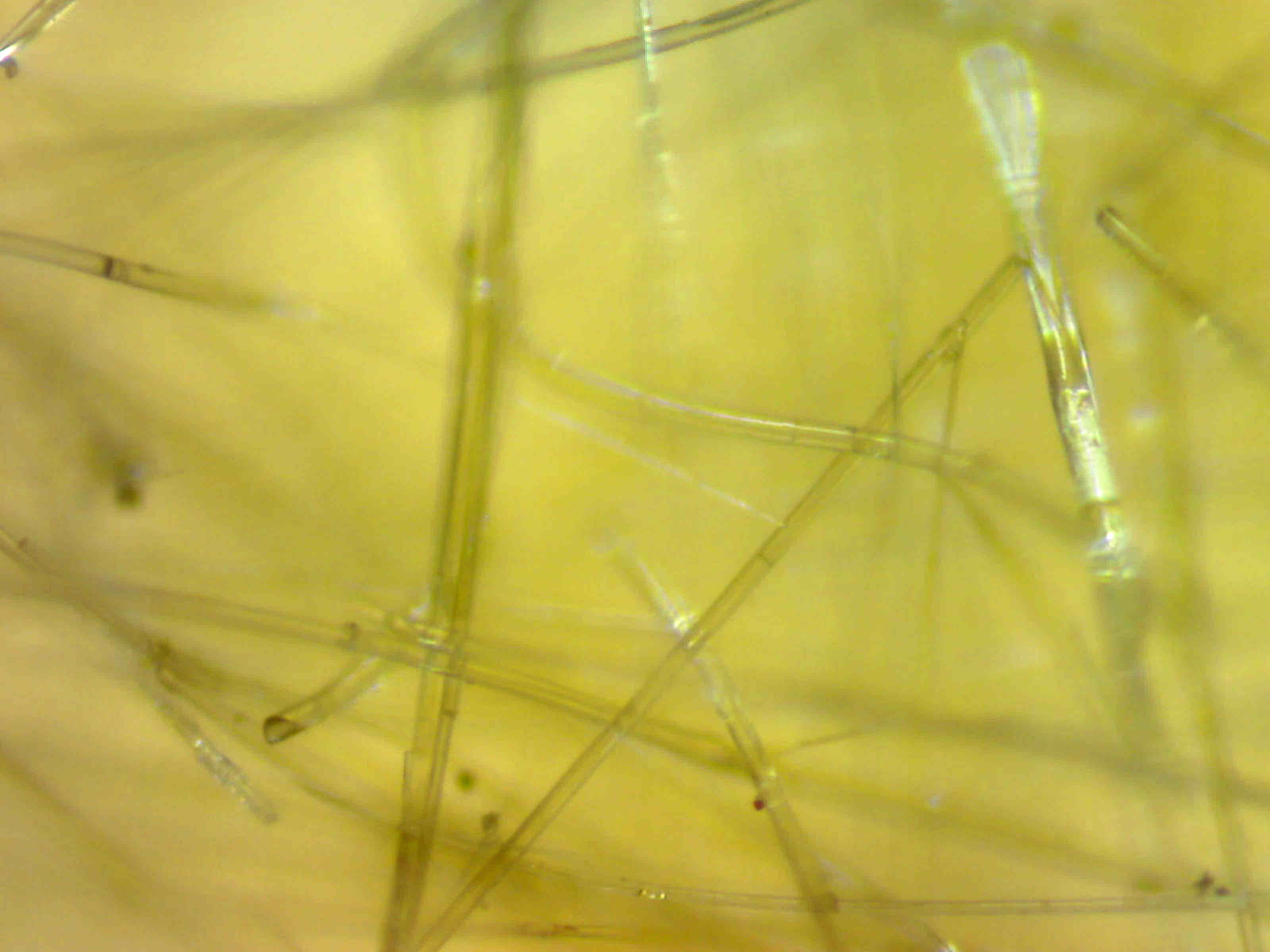
پشم سنگ در زیر میکروسکوپ

پشم سنگ (به انگلیسی: Rockwool) عایق حرارتی، صوتی و رطوبتی و نیز عایق ضد حریق با تحمل دمای ۷۵۰+ درجه سانتیگراد و نقطه ذوب ۱۳۰۰+ درجه سانتیگراد و نیز تحمل برودتی آن ۳۰- درجه سانتیگراد است. پشم سنگ دارای ضریب انتقال حرارتی بسیار کم بوده و قدرت عایقی آن ۳۳ برابر دیوار بتونی و ۲۲ برابر دیوار آجری است. 
پشم سنگ از مواد اولیه معدنی مانند بازالت و دولومیت تشکیل شده است. در فرآیند تولید، این مواد معدنی ذوب شده و به صورت الیاف نازک درآمده و سپس تحت فشار و حرارت به شکل پتوهای عایق یا تخته‌های سخت فشرده می‌شود.

## کاربردها

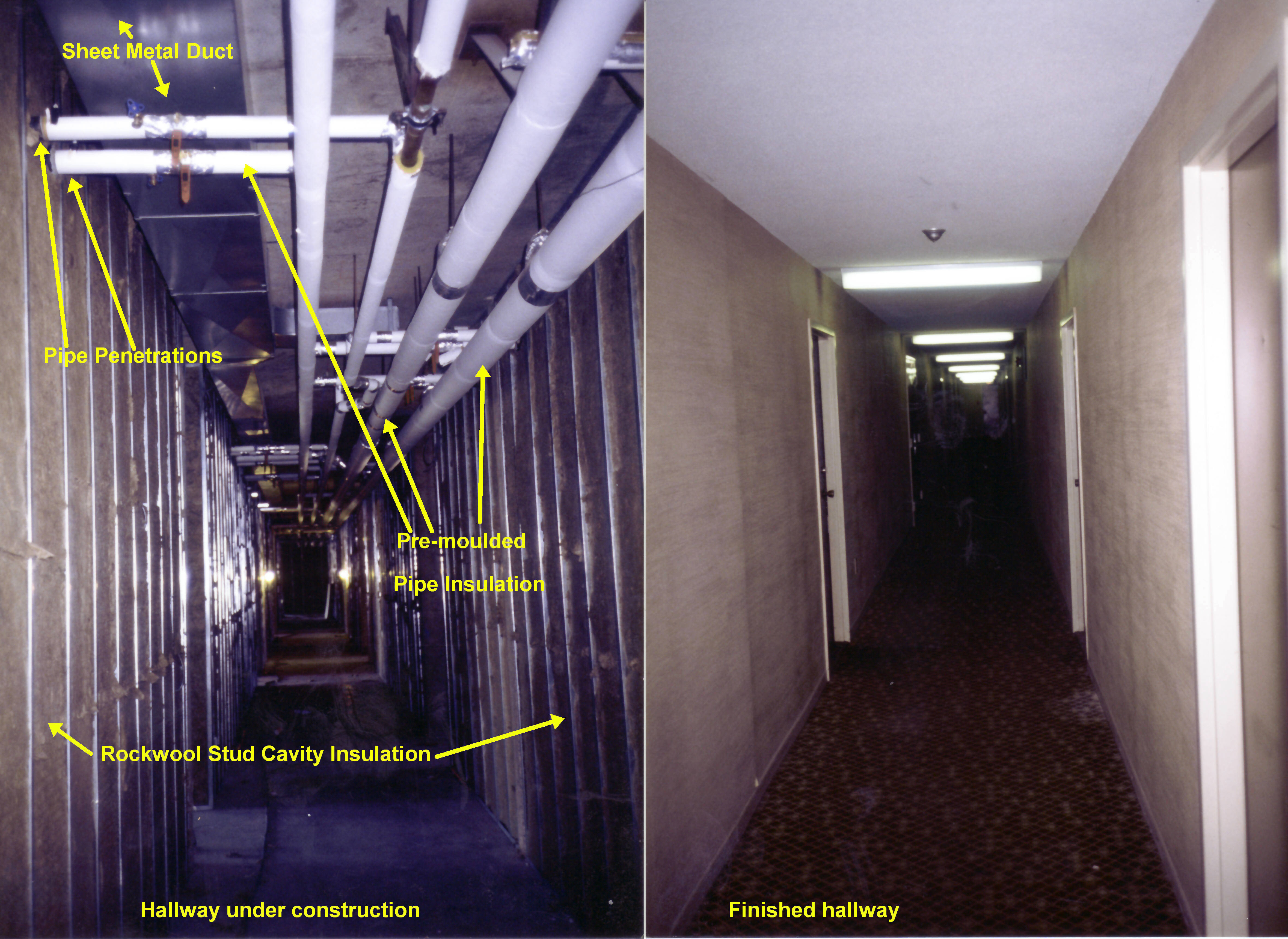
عایق های رایج ساختمان در داخل یک ساختمان.

پشم سنگ در انواع ایزو ترم (پشم خام فله)، ایزو بلانکت (پتویی)، ایزو پایپ (لوله‌ای)، فنوپانل (تخته‌ای فشرده) و فنوفلت (لحافی) تولید می‌شود و کاربردهای مختلفی دارد، از جمله صنایع پالایشگاهی، نیروگاهی، صنایع غذایی، ساختمان و تأسیسات و حتی گلخانه‌های هیدرو پونیک (بستر کشت بدون خاک).
برای کاهش هزینه های بالای انرژی، استفاده از عایق‌های حرارتی در هنگام بنا کردن ساختمان ها ضروری می‌باشد. البته استفاده از این عایق ممکن است تا حدودی هزینه ساخت و قیمت تمام شده را بالا ببرد.
عایق حرارتی پشم سنگ (Rock Wool) متشکل از الیاف معدنی است به همین دلیل گاهی به آن پشم معدنی طبیعی هم گفته می‌شود. مواد تشکیل دهندهٔ اولیه تولید این عایق، سنگ بازالت است. این ماده که به دلیل منشأ طبیعی مواد تشکیل‌دهنده‌اش گاهی با نام پشم معدنی طبیعی نیز شناخته می‌شود، عمدتاً از سنگ بازالت، یکی از سنگ‌های آتشفشانی بسیار مقاوم و فراوان در طبیعت، تولید می‌گردد. فرآیند تولید این عایق شامل ذوب سنگ بازالت در دمای بسیار بالا و سپس تبدیل آن به الیاف نازک معدنی است که به ایجاد ساختاری سبک، مقاوم و عایق در برابر انتقال حرارت و صوت منجر می‌شود. پشم سنگ علاوه بر ویژگی‌های فنی برتر، به دلیل غیرقابل اشتعال بودن و مقاومت در برابر رطوبت، گزینه‌ای پایدار و ایمن برای استفاده در پروژه‌های ساختمانی و صنعتی به شمار می‌آید.
پشم سنگ عملکرد خوبی نیز به عنوان عایق رطوبتی دارا می‌باشد. این نوع عایق می‌تواند مقدار زیادی رطوبت را در خود جمع کند و مانع از نم دادن دیوارها و سقف شود.
عایق پشم سنگ دارای خاصیت بیولوژیکی است که آن را در برابر باکتری‌ها، قارچ‌ها و انگل‌ها مقاوم کرده است.

## عملکرد در برابر آتش
از ویژگی‌های مهم عایق پشم سنگ، مقاومت در برابر آتش می‌باشد. عایق حرارتی پشم سنگ به مثابه نوعی حفاظ در برابر آتش شناخته می‌شود چون آتش‌گیر نمی‌باشد و شعله‌ور نمی‌شود. هنگام بروز حریق سازه‌های فلزی (جذب حرارت زیاد و داغ شدن)، مقاومت مکانیکی خود را از دست داده و کل سازه فرو می‌ریزد؛ بنابراین از عایق پشم سنگ برای عایق کاری سازه‌های فلزی استفاده می‌گردد (ستون‌ها و تیرهای ساختمان را با پشم سنگ با روش‌های مناسب عایق کاری می‌کنند) و حتی تا ۲۴۰ دقیقه در صورت تداوم حریق برای سازه هیچ مشکلی به وجود نمی‌آید.

## مضرات و موارد منفی
بررسی اثرات پشم سنگ بر سلامتی انسان نیاز به آزمایش‌های بلندمدت دارد. ولی براساس برخی از گزارش‌ها عایق پشم سنگ با رعایت شرایط بهداشتی و زیست‌محیطی به عنوان یکی از عایق‌های بی‌خطر شناخته می‌شود و برای انسان هیچ عوارضی ندارد. همچنین در یک گزارش اگرچه اثرات منفی پشم سنگ بر سلامتی انسان را کمتر از پشم شیشه گزارش کرده ولی این ماده را بدون عوارض جانبی گزارش ننموده‌است.
به نظر می‌رسد برای حفظ سلامتی در هنگام استفاده از پشم سنگ و نصب آن حتماً باید از ماسک، عینک و دستکش استفاده کرد. چرا که در هنگام نصب این ماده احتمال ریزش ذرات پشم سنگ و ورود آن به سیستم تنفسی، چشم و ایجاد حساسیت در پوست وجود دارد.
از جمله موارد منفی دیگر پشم سنگ می‌توان به موارد زیر اشاره نمود:
- ریزش پشم سنگ بعد از گذشت زمان (دارای عمر مفید بسیار بالایی است اما در نهایت ریزش می کند)
- افت کیفی عایق با گذشت زمان
- ایجاد خارش حتی پس از نصب
- نیاز به شاسی کشی برای نصب و هزینه بالا نصب[۶]

## جایگزین های پشم معدنی در ساخت و ساز
به دلیل تجزیه ناپذیری پشم معدنی و خطرات مرتبط با سلامتی، مواد جایگزین برای این پشم طبیعی شامل عایق های پلی کربنات، کنف ، کتان ، پشم ، چوب و چوب پنبه  هستند. عدم بروز مشکلاتی که پشم سنگ دارد نسبت به موارد عایق نام برده شده سبب شده تا امروزه استفاده از پشم سنگ در صنایع محدود تر شود. معایب این موارد در مقایسه با پشم سنگ، مقاومت بسیار کمتر ، قابلیت احتراق بیشتر و رسانایی حرارتی کمی بالاتر است.